# Mistrzostwa Europy w siatkówce plażowej
Mistrzostwa Europy w siatkówce plażowej to zawody rozgrywane od 1993 roku pod patronatem CEV mające na celu wyłonienie najlepszej drużyny w Europie w tej dyscyplinie sportowej. Po raz pierwszy odbyły się w Almeríi w Hiszpanii. Turniej mistrzowski odbywa się co roku w różnych miejscach. Pierwszy turniej kobiet odbył się w 1994 w portugalskim Espinho.

## Edycje i medaliści

### Mężczyźni
| Rok  | Gospodarz                | Złoto                                   | Srebro                                      | Brąz                                    |
| ---- | ------------------------ | --------------------------------------- | ------------------------------------------- | --------------------------------------- |
| 1993 | Almería                  | Jean-Philippe Jodard Christian Penigaud | Jan Kvalheim Bjørn Maaseide                 | Andrea Ghiurghi Dionisio Lequaglie      |
| 1994 | Almería                  | Jan Kvalheim Bjørn Maaseide             | Santiago Aguilera Javier Bosma              | Axel Hager Jörg Ahmann                  |
| 1995 | Saint-Quay-Portrieux     | Marko Klok Michiel van der Kuip         | Milan Džavoronok Václav Fikar               | Piero Antonini Dionisio Lequaglie       |
| 1996 | Pescara                  | Marek Pakosta Michal Palinek            | Axel Hager Jörg Ahmann                      | Andrea Ghiurghi Nicola Grigolo          |
| 1997 | Riccione                 | Vegard Høidalen Jørre Kjemperud         | Jan Kvalheim Bjørn Maaseide                 | Martin Laciga Paul Laciga               |
| 1998 | Rodos                    | Martin Laciga Paul Laciga               | Jan Kvalheim Bjørn Maaseide                 | Vegard Høidalen Jørre Kjemperud         |
| 1999 | Palma                    | Martin Laciga Paul Laciga               | Javier Bosma Fabio Diez                     | Jan Kvalheim Bjørn Maaseide             |
| 2000 | Getxo                    | Martin Laciga Paul Laciga               | Markus Egger Sascha Heyer                   | Vegard Høidalen Jørre Kjemperud         |
| 2001 | Jesolo                   | Markus Egger Sascha Heyer               | Martin Laciga Paul Laciga                   | Vegard Høidalen Jørre Kjemperud         |
| 2002 | Bazylea                  | Markus Dieckmann Jonas Reckermann       | Martin Laciga Paul Laciga                   | Vegard Høidalen Jørre Kjemperud         |
| 2003 | Alanya                   | Nik Berger Clemens Doppler              | Markus Dieckmann Jonas Reckermann           | Markus Egger Sascha Heyer               |
| 2004 | Timmendorfer Strand      | Markus Dieckmann Jonas Reckermann       | Markus Egger Sascha Heyer                   | Patrick Heuscher Stefan Kobel           |
| 2005 | Moskwa                   | Pablo Herrera Allepuz Raúl Mesa         | Markus Egger Sascha Heyer                   | Markus Dieckmann Jonas Reckermann       |
| 2006 | Haga                     | Julius Brink Christoph Dieckmann        | Jochem de Gruijter Gijs Ronnes              | Patrick Heuscher Stefan Kobel           |
| 2007 | Walencja                 | Clemens Doppler Peter Gartmayer         | Reinder Nummerdor Richard Schuil            | David Klemperer Eric Koreng             |
| 2008 | Hamburg                  | Reinder Nummerdor Richard Schuil        | Stefan Uhmann Kay Matysik                   | Dmitrij Barsuk Igor Kołodyński          |
| 2009 | Soczi                    | Reinder Nummerdor Richard Schuil        | Florian Gosch Alexander Horst               | Pablo Herrera Allepuz Adrián Gavira     |
| 2010 | Berlin                   | Reinder Nummerdor Richard Schuil        | Clemens Doppler Matthias Mellitzer          | Mārtiņš Pļaviņš Jānis Šmēdiņš           |
| 2011 | Kristiansand             | Julius Brink Jonas Reckermann           | Jonathan Erdmann Kay Matysik                | Reinder Nummerdor Richard Schuil        |
| 2012 | Scheveningen             | Julius Brink Jonas Reckermann           | Emiel Boersma Daan Spijkers                 | Tarjei Skarlund Martin Spinnangr        |
| 2013 | Klagenfurt am Wörthersee | Pablo Herrera Allepuz Adrián Gavira     | Aleksandrs Samoilovs Jānis Šmēdiņš          | Grzegorz Fijałek Mariusz Prudel         |
| 2014 | Cagliari                 | Paolo Nicolai Daniele Lupo              | Aleksandrs Samoilovs Jānis Šmēdiņš          | Clemens Doppler Alexander Horst         |
| 2015 | Klagenfurt am Wörthersee | Aleksandrs Samoilovs Jānis Šmēdiņš      | Alex Ranghieri Adrian Carambula             | Reinder Nummerdor Christiaan Varenhorst |
| 2016 | Biel/Bienne              | Daniele Lupo Paolo Nicolai              | Wiaczesław Krasilnikow Konstantin Siemionow | Grzegorz Fijałek Mariusz Prudel         |
| 2017 | Jurmała                  | Daniele Lupo Paolo Nicolai              | Aleksandrs Samoilovs Jānis Šmēdiņš          | Alexander Brouwer Robert Meeuwsen       |
| 2018 | Haga                     | Anders Mol Christian Sørum              | Aleksandrs Samoilovs Jānis Šmēdiņš          | Adrián Gavira Pablo Herrera             |
| 2019 | Moskwa                   | Anders Mol Christian Sørum              | Ilya Leshukov Konstantin Siemionow          | Martin Ermacora Christiaan Varenhorst   |
| 2020 | Jurmała                  | Anders Mol Christian Sørum              | Wiaczesław Krasilnikow Oleg Stojanowski     | Daniele Lupo Paolo Nicolai              |
| 2021 | Wiedeń                   | Anders Mol Christian Sørum              | Stefan Boermans Yorick de Groot             | Piotr Kantor Bartosz Łosiak             |
| 2022 | Monachium                | David Åhman Jonatan Hellvig             | Ondrej Perusic David Schewiner              | Anders Mol Christian Sørum              |
| 2023 | Wiedeń                   | Leon Luini Yorick de Groot              | David Åhman Jonatan Hellvig                 | Sergiy Popov Eduard Reznik              |
| 2024 | Haga Arnhem Apeldoorn    | Mārtiņš Pļaviņš Kristians Fokerots      | Nils Ehlers Clemens Wickler                 | van de Velde Matthew Immers             |

### Kobiety
| Rok  | Gospodarz                | Złoto                                   | Srebro                                             | Brąz                                               |
| ---- | ------------------------ | --------------------------------------- | -------------------------------------------------- | -------------------------------------------------- |
| 1994 | Espinho                  | Beate Bühler Danja Müsch                | Martina Hudcová Dolores Storková                   | Cristiana Parenzan Lucilla Perrotta                |
| 1995 | Saint-Quay-Portrieux     | Cordula Borger Beate Paetow             | Merita Berntsen Ragni Hestad                       | Beate Bühler Danja Müsch                           |
| 1996 | Pescara                  | Eva Celbová Soňa Nováková               | Beate Bühler Danja Müsch                           | Laura Bruschini Annamaria Solazzi                  |
| 1997 | Riccione                 | Laura Bruschini Annamaria Solazzi       | Daniela Gattelli Lucilla Perrotta                  | Eva Celbová Soňa Nováková                          |
| 1998 | Rodos                    | Eva Celbová Soňa Nováková               | Rebekka Kadijk Debora Schoon-Kadijk                | Laura Bruschini Annamaria Solazzi                  |
| 1999 | Palma                    | Laura Bruschini Annamaria Solazzi       | Anabelle Prawerman Cécile Rigaux                   | Eva Celbová Soňa Nováková                          |
| 2000 | Getxo                    | Laura Bruschini Annamaria Solazzi       | Jana Vollmer Danja Müsch                           | Rebekka Kadijk Debora Schoon-Kadijk                |
| 2001 | Jesolo                   | Vasso Karantasiou Effrosyni Sfyri       | Simone Kuhn Nicole Schnyder-Benoît                 | Andrea Ahmann Ulrike Schmidt                       |
| 2002 | Bazylea                  | Daniela Gattelli Lucilla Perrotta       | Rebekka Kadijk Marrit Leenstra                     | Eva Celbová Soňa Nováková                          |
| 2003 | Alanya                   | Stephanie Pohl Okka Rau                 | Andrea Ahmann Jana Vollmer                         | Daniela Gattelli Lucilla Perrotta                  |
| 2004 | Timmendorfer Strand      | Simone Kuhn Nicole Schnyder-Benoît      | Susanne Glesnes Kathrine Maaseide                  | Daniela Gattelli Lucilla Perrotta                  |
| 2005 | Moskwa                   | Vasso Karantasiou Wasiliki Arwaniti     | Rebekka Kadijk Merel Mooren                        | Stephanie Pohl Okka Rau                            |
| 2006 | Haga                     | Aleksandra Sziriajewa Natalija Uriadowa | Rebekka Kadijk Merel Mooren                        | Nila Håkedal Ingrid Tørlen                         |
| 2007 | Walencja                 | Vasso Karantasiou Wasiliki Arwaniti     | Sara Goller Laura Ludwig                           | Nila Håkedal Ingrid Tørlen                         |
| 2008 | Hamburg                  | Sara Goller Laura Ludwig                | Nila Håkedal Ingrid Tørlen                         | Susanne Glesnes Kathrine Maaseide                  |
| 2009 | Soczi                    | Inese Jursone Inguna Minusa             | Sara Goller Laura Ludwig                           | Simone Kuhn Nadine Zumkehr                         |
| 2010 | Berlin                   | Sara Goller Laura Ludwig                | Katrin Holtwick Ilka Semmler                       | Emilia Nyström Erika Nyström                       |
| 2011 | Kristiansand             | Greta Cicolari Marta Menegatti          | Barbara Hansel Sara Montagnolli                    | Sara Goller Laura Ludwig                           |
| 2012 | Scheveningen             | Sanne Keizer Marleen van Iersel         | Maria Tsiartsiani Wasiliki Arwaniti                | Elsa Baquerizo Macmillan Liliana Fernández Steiner |
| 2013 | Klagenfurt am Wörthersee | Stefanie Schwaiger Doris Schwaiger      | Elsa Baquerizo Macmillan Liliana Fernández Steiner | Laura Ludwig Kira Walkenhorst                      |
| 2014 | Cagliari                 | Madelein Meppelink Marleen van Iersel   | Tanja Goricanec Kira Walkenhorst                   | Laura Ludwig Kira Walkenhorst                      |
| 2015 | Klagenfurt am Wörthersee | Laura Ludwig Kira Walkenhorst           | Jewgienija Ukołowa Jekatierina Birłowa             | Kinga Kołosińska Monika Brzostek                   |
| 2016 | Biel/Bienne              | Laura Ludwig Kira Walkenhorst           | Barbora Hermannová Markéta Sluková                 | Karla Borger Britta Büthe                          |
| 2017 | Jurmała                  | Nadja Glenzke Julia Großner             | Kristýna Kolocová Michala Kvapilová                | Chantal Laboureur Julia Sude                       |
| 2018 | Haga                     | Sanne Keizer Madelein Meppelink         | Nina Betschart Tanja Hüberli                       | Barbora Hermannová Markéta Sluková                 |
| 2019 | Moskwa                   | Tīna Graudiņa Anastasija Kravčenoka     | Katarzyna Kociołek Kinga Wojtasik                  | Elsa Baquerizo Liliana Fernández                   |
| 2020 | Jurmała                  | Joana Heidrich Anouk Vergé-Dépré        | Kim Behrens Cinja Tillmann                         | Nadezda Makroguzova Svetlana Kholomina             |
| 2021 | Wiedeń                   | Nina Betschart Tanja Hüberli            | Katja Stam Raïsa Schoon                            | Karla Borger Julia Sude                            |
| 2022 | Monachium                | Tina Graudina Anastasija Kravcenoka     | Nina Brunner Tanja Hüberli                         | Katja Stam Raïsa Schoon                            |
| 2023 | Wiedeń                   | Nina Betschart Tanja Hüberli            | Daniela Álvarez Tania Moreno                       | Laura Ludwig Louisa Lippmann                       |
| 2024 | Haga Arnhem Apeldoorn    | Svenja Müller Cinja Tillmann            | Valentina Gottardi Marta Menegatti                 | Esmée Böbner Zoé Vergé-Dépré                       |